# كورنك (فطيرة)
كورنك (بالروسية: курник «بيروك الدجاج») والمعروف أيضاً باسم «بيروك الزفاف» أو «بيروك التسار»، وهو بيروك روسي مالح على شكل قبة، عادة ما يُحشى بالدجاج أو الديك الرومي والبيض والبصل والكشكاة أو الأرز وغيرها من المكونات الأختيارية. يحشى البيروك في بعض الأحيان بأعراف الديكة المسلوقة.  كانت طبقات الحشوة في السابق تُفصل بقطع من فطائر البليني، وعادةً ما تكون الفطيرة مزينة بقطع من العجين. نشأ الكورنيك في جنوب روسيا، وتحديداً في مجتمعات القوزاق، وكان يُستخدم كـ«بيروك أو فطيرة زفاف» في بقية البلاد. وهو على شكل قبة على عكس أي بيروك مالح أخر. كان يتم تقديمه إلى التسار (القيصر) في حالات خاصة. حتى اليوم يتم تقديم هذا البيروك في المناسبات الخاصة في معظم أنحاء روسيا.

## العادات والأعراف
غالباً ما يُقال إنه رمز للخصوبة وتحقيق الإستقرار. ففي حالة وجود حفل زفاف يتم إعداد فطيرة كورنيك لكلا الزوجين. يتم تزيين فطيرة الزوج بأشكال للناس، وهذا يمثل قوة الأسرة الشابة. الزوجة على الجانب الأخر، يتم تزيين فطيرتها بالورود، وهو الذي يمثل الجمال واللطف.

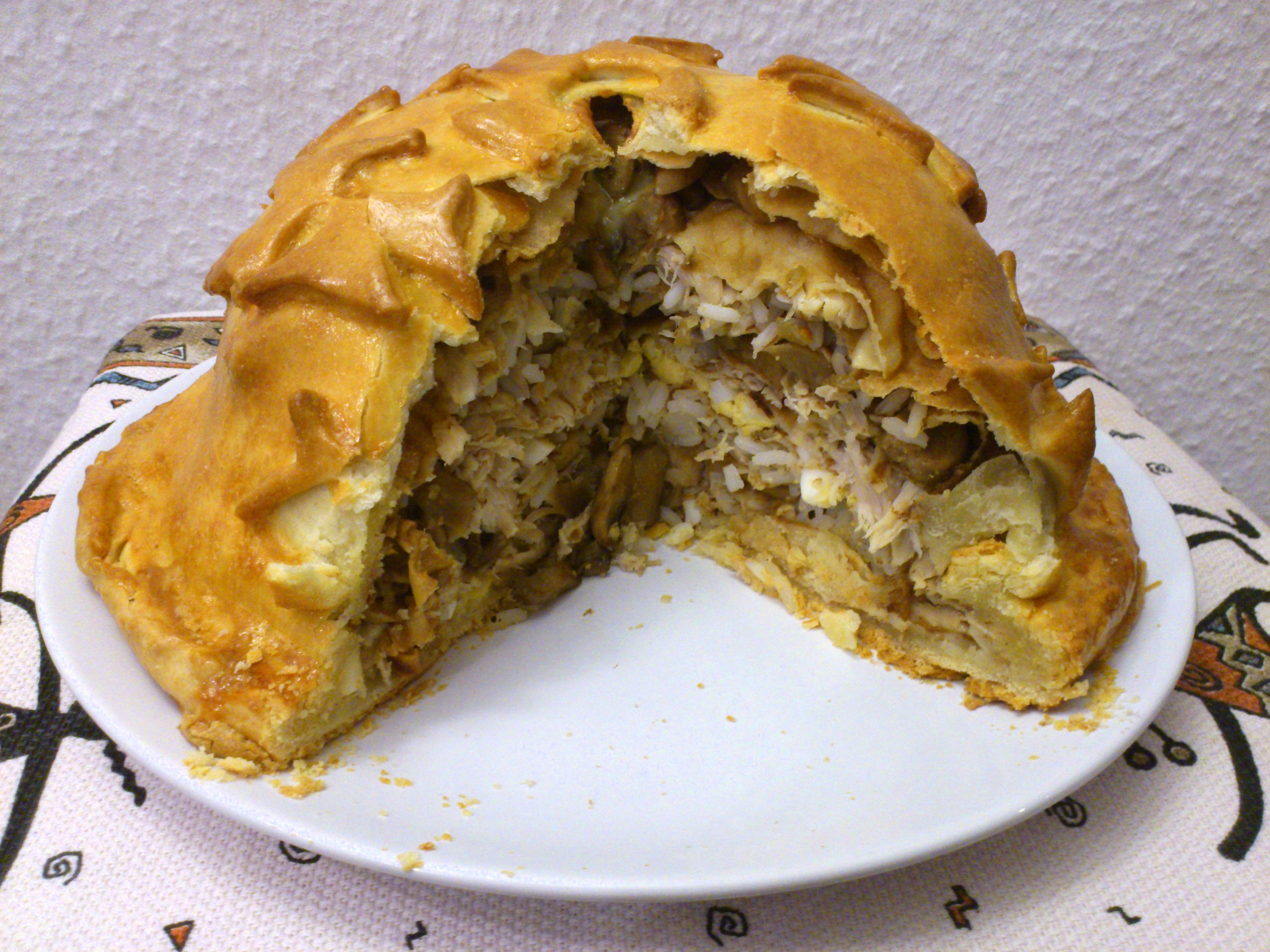
كورنيك محشوة بشرائح من الدجاج والفطر وفطائر البليني والأرز والبيض.